# Mahkam Pulodova
Mahkam Pulodova (25 de febrero de 1928) fue una médica, obstetra, profesora y ginecóloga tayikistáni de la época soviética.

## Trayectoria
Nació en una familia obrera en Samarcanda, fue a la escuela primaria en una escuela pública de Rusia, y la medicina la estudió en el Instituto Médico del estado en 1949. Después como estudiante graduada entre 1950 y 1953 se afilió al partido comunista.
Entre 1954 y 1957 fue empleada del Instituto Médico del Estado de Tayikistán, y entre 1958 y 1962 fue ministro de salud de la República Socialista Soviética de Tayikistán. En 1962 trabajó como profesora asistente y Senior Scientific Worker, obteniendo un doctorado en medicina en 1967 y un profesorado en 1968.
Entre 1970 y 1971 fue protectora de asuntos científicos, y en 1971 dirigió el departamento de obstetricia y ginecología del Instituto Médico Estatal de Tayikistán, cargo con el que se jubiló.
En sus investigaciones se centró en los efectos de las grandes altura en los embarazos y la fisiología de las niñas en pubertad.